# Dan Osman
Pour les articles homonymes, voir Osman.
Pas d'image ? Cliquez ici
Daniel Eugene Osman, né le 11 février 1963 et mort le 23 novembre 1998, est un grimpeur américain connu pour sa pratique de sports extrêmes comme l'escalade en solo, l'escalade de vitesse ou la chute libre (le saut pendulaire), ou encore l'escalade de cascades d'eau non gelée (Eagle Falls), ainsi que pour son mode de vie assez bohème.

## Biographie
Dan Osman est mort le 23 novembre 1998 à la suite d'un accident de saut pendulaire dans le parc national de Yosemite. Alors qu'il sautait d'une hauteur de 1 100 pieds, soit 330 mètres, sa corde s'est rompue (elle n'était pas neuve et avait subi l'effet d'intempéries mais une étude postérieure conclura à un excellent état de la corde) et il est alors tombé 45 mètres plus bas. L'hypothèse retenue est que des nœuds se seraient formés sur la corde au moment de la chute, et qu'au moment de la mise en tension le frottement au niveau des nœuds aurait fait fondre la corde, causant sa chute.[réf. souhaitée]
Il était père d'une fille, Emma Osman.